# 시어도어 윌슨
시어도어 윌슨(영어: Theodore Wilson, 1943년 12월 10일 ~ 1991년 7월 21일)은 미국의 배우이다.
뉴욕에서 태어났으며 로스앤젤레스에서 사망하였다. 사인은 뇌졸중이다.

## 영화
- 삐에로 프랭키 (1980년)